# Fotopsia

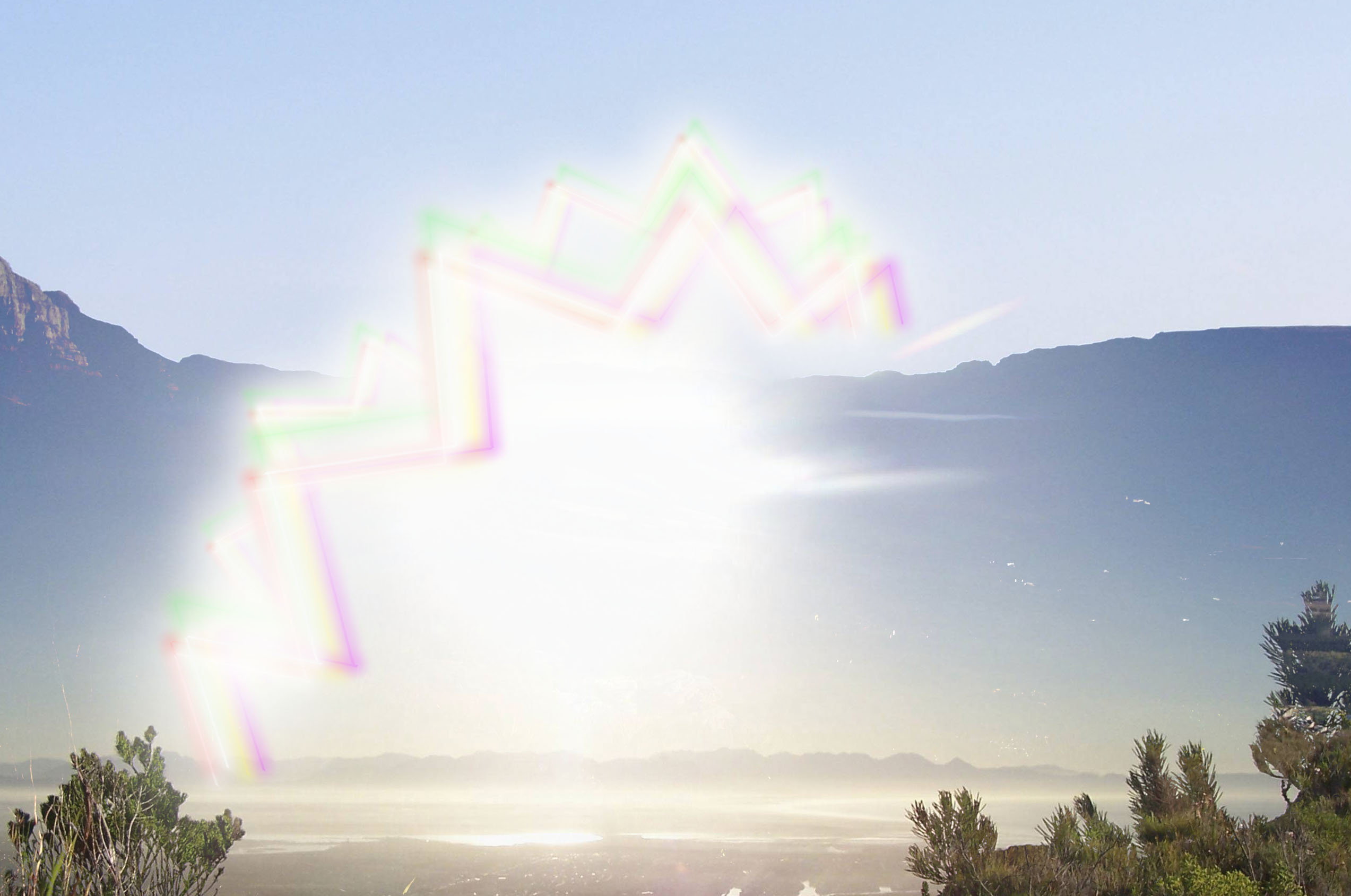
Esta é uma representação aproximada da manifestação visual em forma de zigue-zague de um escotoma cintilante.
Tal fenômeno apresenta movimento vibratório, expandindo-se gradualmente até desvanecer-se

Fotopsia é a presença de percepção de flashes de luz. Ele é mais comumente associado com posterior do vítreo desapego, a enxaqueca com aura, enxaqueca sem aura dor de cabeça, na retina, quebra ou o desapego, o lobo occipital do miocárdio, e privação sensorial (ophthalmopathic alucinações). Vítreo encolhimento ou de liquefação, que são as causas mais comuns de Fotopsia, causa uma tração vítreo-retinianas em anexos, irritante retina e causando a descarga de impulsos elétricos. Esses impulsos são interpretados pelo cérebro como 'flashes'.
Esta condição também foi identificada como um sintoma inicial de Punctate interior coroidite (PIC), uma rara de retina, doença auto-imune que se acredita ser causado pelo sistema imunitário, por engano, atacando e destruindo a retina. Durante a gravidez, o novo início de fotopsia é relativa grave preeclampsia.
Fotopsia podem apresentar-se como o descolamento de retina quando examinado por um optometrista ou oftalmologista. No entanto, ele também pode ser um sinal de melanoma Uveal. Esta condição é extremamente rara (5 a 7 por 1 milhão de pessoas serão afetadas, normalmente, de pele clara, olhos azuis Europeus do norte). Photopsia devem ser investigados imediatamente.

## Sintomas e Causas
- Flashes[1]
- Estresse[1]
- Hipertensão[1]
- Diabetes [1]
- Moscas Volantes[1]